# Sumner (Géorgie)
Pour les articles homonymes, voir Sumner.
Sumner est une ville américaine située dans le comté de Worth, en Géorgie. Selon le recensement de 2020, sa population est de 445 habitants.